# Умершие в сентябре 2011 года
Это список известных людей, соответствующих установленным критериям значимости (см. Википедия:Критерии значимости персоналий), умерших в сентябре 2011 года.
Причина смерти указывается лишь в исключительных случаях (убийство, самоубийство, гибель в результате военных действий, смертная казнь, ДТП или несчастные случаи). В остальных случаях — не указывается.

## Список

### 1 сентября
- Зеинклишвили, Джемал Васильевич (74) — советский грузинский футболист, чемпион СССР (1964) в составе тбилисского «Динамо»[1].
- Ламмерс, Ян (84) — голландский легкоатлет, бронзовый призёр чемпионата Европы (1950) в беге на 200 м.[2]
- аль Нуаими, Абдулрахман (67) — бахрейнский политический деятель, основатель и лидер Национального общества демократического действия[3].
- Салиби, Камаль (82) — ливанский историк, основатель и почётный президент института межконфессиональных исследований, Амман. Создатель аравийской теории Иудейского царства[4].

### 2 сентября
- Бенсон, Эдгар (88) — канадский политик, министр финансов (1968—1972), министр национальной безопасности (1972)[5].
- Дыгало, Виктор Ананьевич (85) — контр-адмирал ВМФ России, писатель, командир первой советской ракетной подводной лодки[6].
- Замыслов, Валерий Александрович (73) — советский и российский писатель[7].
- Камироага, Фелипе (45) — чилийский телеведущий и актёр; авиакатастрофа[8].
- Карташов, Николай Семёнович (83) — советский и российский библиотековед, директор Государственной библиотеки СССР им. В. И. Ленина (1979—1990)[9].
- Каснер, Хорст (85) — немецкий лютеранский пастор, отец федерального канцлера Германии Ангелы Меркель[10].
- Кверенчхиладзе, Зинаида Васильевна (79) — актриса театра им. Шота Руставели, народная артистка Грузии[11].
- Корсари, Тони (84) — бельгийский актёр[12].
- Кукуйцев, Валентин Васильевич (89) — сибирский художник, пейзажист, Заслуженный художник Российской Федерации[13].
- Кхале, Шринивас (85) — индийский композитор, лауреат Падма Бхушан[14].
- Магнуссон, Леннарт (87) — шведский фехтовальщик, серебряный призёр летних Олимпийских игр в Хельсинки (1952) в командной шпаге[15]. Архивная копия от 17 апреля 2020 на Wayback Machine
- Мартин, Финн (49) — шведский саксофонист[16].
- Трулшик Ринпоче (88) тибетский лама, официальный глава школы Ньингма[17].
- Сабавала, Джехангир (89) — индийский художник, лауреат Падма Шри (1977)[18].
- Смит, Бернард (94) — австралийский историк искусства и критик, президент Австралийской академии гуманитарных наук (1977—1980)[19].
- Шиханович, Юрий Александрович (78) — советский и российский математик и правозащитник[20].
- Юсин, Анатолий Андрианович (73) — российский писатель и спортивный журналист, генеральный секретарь Федерации спортивных журналистов России (1991—2002)[21].

### 3 сентября

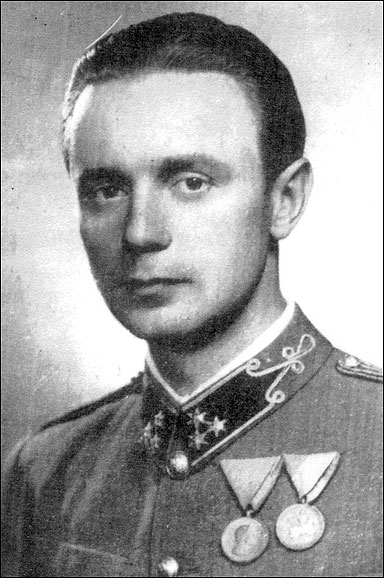
Шандор Кепиро

- Аргунов, Валерий Архипович (53) — советский и российский патологоанатом,  погиб[22].
- Дескур, Анджей Мария (87) — польский куриальный кардинал, Титулярный архиепископ Тене (1974—2011)[23].
- Касас Регейро, Хулио (75) — кубинский политик, вице-президент и министр обороны (с 2008)[24].
- Кепиро, Шандор (97) — самый разыскиваемый нацистский преступник по версии Центра Симона Визенталя[25].
- Либерман, Ефим Арсентьевич (86) — советский и российский биофизик, зять В. Б. Шкловского[26].
- Нетыкса, Виталий Вячеславович (65) — сотрудник Службы внешней разведки Российской Федерации, генерал-майор, Герой Российской Федерации[27].
- Самарин, Юрий Евгеньевич (62) — председатель Екатеринбургского горсовета в 1990—1993 гг., погиб в ДТП[28]
- Удумян, Камо Бабиевич (83) — армянский политический деятель, министр культуры, министр иностранных дел Армянской ССР, Чрезвычайный и Полномочный Посол СССР в Непале (1975—1979) и Люксембурге (1979—1987)[29].
- Хельгесен, Финн (92) — норвежский конькобежец, чемпион зимних Олимпийских игр в Санкт-Морице (1948) на дистанции 500 м.[30]

### 4 сентября
- Лалла Аиша (81) — марокканская принцесса, тётя короля Мухаммеда VI, посол Марокко в Великобритании (1965—1968), Греции (1968—1969) и в Италии (1969—1972), первая арабская женщина в ранге посла[31].
- Аризанов, Ильйо (51) — югославский лётчик, подполковник ВВС Югославии, участник войны НАТО против Югославии[32].
- Балобаев, Вениамин Тихонович (81) — российский учёный, специалист в области геотермии мерзлой зоны литосферы Земли, член-корреспондент РАН[33]
- Грауэрт, Ханс (81) — немецкий математик, иностранный член РАН[34].
- Исаченко, Василий Фомич (87) — заслуженный строитель РСФСР, Герой Социалистического Труда[35].
- Кункель, Билл (61) — американский журналист, первопроходец игровой журналистики[36].
- Мартинаццоли, Мино (79) — итальянский политик, министр юстиции (1983—1986), министр обороны (1989—1990), министр реформ и регионов (1991—1992), последний лидер Христианско-демократической партии (1992—1994)[37].
- Месяцев, Николай Николаевич (91) — председатель Гостелерадио СССР (1964—1970), Чрезвычайный и Полномочный Посол СССР в Австралии (1970—1972)[38]
- Мундра, Джаг (62) — индийский сценарист и режиссёр[39].
- Осипов, Олег Анатольевич (41) — деятель кино и телевидения: продюсер, режиссёр, актёр. [www.kino-teatr.ru/kino/producer/ros/10800/bio/]
- Струк, Арсентий Данилович (76) — советский и украинский писатель, поэт и переводчик[40].

### 5 сентября
- Балламан, Робер (85) — швейцарский футболист[41].
- Белявский, Леонид Савелиевич (83) — советский и российский театральный режиссёр, бывший главный режиссёр Нижегородского театра драмы, Рижского русского театра имени Михаила Чехова (1988—1999), Красноярского драматического театра им. А. С. Пушкина, Народный артист России[42].
- Ванн Нат (65) — камбоджийский художник, писатель и правозащитник, один из семи выживших в Тюрьме безопасности 21[43].
- Гурин, Павел Викторович (43) — председатель правления Райффайзенбанка (c 2008)[44].
- Дубин, Чарльз (92) — американский режиссёр («МЭШ»)[45].
- Корадини, Анджиолетта (65) — итальянский астрофизик, её именем назван астероид (4598 Coradini)[46].
- Личитра, Сальваторе (43) — итальянский оперный тенор; осложнения после ДТП[47].
- Мангакис, Георгиос-Александрос (89) — греческий юрист и политик, министр юстиции (1982—1986)[48].
- Тубеншляк, Анна Давыдовна (93) — советский и российский режиссёр, старейшая сотрудница «Ленфильма»[49].

### 6 сентября
- Апель, Ханс (79) — немецкий политик (ФРГ), министр финансов (1974—1978), министр обороны (1978—1982)[50].
- Белсон, Джордан (85) — американский кинорежиссёр, мастер абстрактного кино и видеоарта[51].
- Бузин, Вадим (51) — российский спортсмен-паралимпиец, двукратный чемпион Европы по настольному теннису (2009), заражение крови[52].
- Габсбург-Лотринген, Феликс фон (95) — австрийский эрцгерцог, последний сын последнего австрийского императора Карла I[53].
- Дэвид, Дэн — бизнесмен и филантропист, который основал в 2003 г. премию (Dan David Prize), которая ежегодно вручается за выдающийся вклад в областях науки, технологии, культуры или социального обеспечения[54].
- Заварзин, Георгий Александрович (78) — советский и российский микробиолог, академик РАН[55].
- Кучар, Джордж (69) — американский режиссёр[56].
- Масейрас, Хулио (85) — уругвайский футболист, участник чемпионата мира (1954), чемпион Южной Америки (1956)[57]
- Моргенштерн, Януш (88) — польский режиссёр («Ставка больше, чем жизнь») и продюсер[58].
- Харт, Майкл (64) — создатель первой электронной книги, основатель и руководитель международного проекта «Гутенберг»[59].

### 7 сентября
- Агапов, Юрий Иванович (86) — советский и российский хоккейный судья международной категории[60].
- Аржанцев, Павел Захарович (93) — советский и российский челюстно-лицевой хирург, лауреат Государственной премии СССР[61].
- Барсегян, Александр Сергеевич (82) — украинский режиссёр, главный режиссёр-директор Харьковского академического российского драматического театра им. А. С. Пушкина.
- Вальдес, Габриэль (92) — чилийский политический деятель, Министр иностранных дел Чили (1964—1970)[62].
- Гриерсон, Дерек (79) — шотландский футболист «Глазго Рейнджерс»[63].
- Гюнар, Недим (80) — турецкий футболист и тренер[64].
- Джанг Хью-джо (55) — южнокорейский бейсболист, чемпион мира (1982)[65].
- Лисикова, Ольга Михайловна (94) — советская гражданская и военная лётчица, участница Великой Отечественной войны, единственная в годы Второй мировой войны женщина — командир американских транспортных самолётов DC-3 и С-47[66][67].
- Накама, Кео (91) — американский пловец, мировой рекордсмен на дистанции 1 миля[68].
- Троян, Надежда Викторовна (89) — советская разведчица, Герой Советского Союза[69].
- Хирое Юки (62) — японская бадминтонистка, бронзовый призёр чемпионата мира (1977)[70].
- Хоккейная команда Локомотив (Ярославль), авиакатастрофа[71]
  - Виталий Аникеенко (24) (Россия, Украина) — защитник
  - Михаил Баландин (31) — защитник
  - Александр Васюнов (23) — нападающий
  - Йозеф Вашичек (30) (Чехия) — нападающий, чемпион мира (2005)
  - Александр Вьюхин (38) (Россия, Украина)— вратарь
  - Павол Демитра (36) (Словакия) — нападающий
  - Роберт Дитрих (25) (Германия, Россия) — защитник
  - Марат Калимулин (23) — защитник
  - Александр Калянин (23) — нападающий
  - Александр Карповцев (41) — бывший игрок, тренер, чемпион мира (1993)
  - Андрей Кирюхин (24) — нападающий
  - Никита Клюкин (21) — нападающий
  - Игорь Королёв (41) — старший тренер
  - Николай Кривоносов (31) — тренер
  - Стефан Лив (30) (Швеция) — вратарь, чемпион мира (2006), чемпион зимних Олимпийских игр (2006)
  - Брэд Маккриммон (52) (Канада) — главный тренер
  - Ян Марек (31) (Чехия) — нападающий, чемпион мира (2010)
  - Сергей Остапчук (21) (Россия, Белоруссия) — нападающий
  - Владимир Пискунов (52) — администратор.
  - Карел Рахунек (32) (Чехия) — защитник, чемпион мира (2010)
  - Руслан Салей (36) (Белоруссия) — защитник
  - Карлис Скрастыньш (37) (Латвия) — защитник
  - Павел Снурицын (19) — нападающий
  - Даниил Собченко (20) (Россия, Украина) — нападающий
  - Иван Ткаченко (31) — нападающий
  - Павел Траханов (33) — защитник
  - Юрий Урычев (20) — защитник
  - Геннадий Чурилов (24) — нападающий
  - Максим Шувалов (18) — защитник
  - Артём Ярчук (21) — нападающий

### 8 сентября
- Белинский, Виктор Петрович (74) — российский художник[72].
- Во Ти Конг (99) — вьетнамский политический деятель, Председатель Государственного совета (Президент) Социалистической Республики Вьетнам (1987—1992)[73]
- Господчиков, Александр Николаевич (53) — трёхкратный чемпион мира по хоккею с мячом, заслуженный мастер спорта СССР[74].
- Дюбю, Кнуд (96) — датский полицейский и подпольщик, праведник народов мира[75].
- Кабисов, Рутен Семёнович — осетинский философ, доктор философских наук. профессор, академик РАЕН, ректор Юго-Осетинского педагогического института (1985—1989)[76].
- Плонка, Маркос (71) — бразильский актёр[77].
- Риглер, Йоханн (82) — австрийский футболист[78].
- Фикетт, Мэри (83) — американская актриса[79].
- Емилиан (Захаропулос) (96) — митрополит Косский (с 1982), Константинопольская православная церковь[80].

### 9 сентября
- Азарян, Гарегин Хачатурович (50) — армянский общественный и политический деятель, председатель Центральной избирательной комиссии Армении (c 2003); сердечный приступ[81].
- Бергквист, Юнас (25) — шведский музыкант, гитарист, основатель и автор большинства песен группы Lifelover[82].
- Курбаткин, Геннадий Павлович (81) — советский и российский метеоролог, член-корреспондент АН СССР[83].
- Моисеев, Геннадий Васильевич (73 или 74) — советский шахтёр, Герой Социалистического Труда[84].
- Прада Оропеса, Ренато (73) — боливийский и мексиканский филолог, критик, писатель, сценарист[85].
- Розенау, Джеймс (86) — американский политолог[86].
- Хьюз, Лори (87) — английский футболист, игрок «Ливерпуля» и сборной Англии[87].
- Хюлет, Даниель (66) — бельгийский художник графических новелл[88].
- Шалаби, Хайри (73) — египетский писатель[89].
- Шнигер, Николай Ульянович (83) — советский и российский рентгенолог.

### 10 сентября
- Бурков, Алексей Александрович (63) — советский и российский актёр и режиссёр, заслуженный деятель искусств Российской Федерации, главный режиссёр Улан-Удэнского русского драматического театра, Владимирского театра драмы[90].
- Васильев, Андрей Вениаминович (54) — российский актёр, конферансье, шансонье, ведущий «Радио Шансон», заслуженный артист Российской Федерации [www.kino-teatr.ru/teatr/acter/m/ros/246918/bio/].
- Робертсон, Клифф (88) — американский актёр, лауреат премий «Оскар» (1969) и «Эмми» (1965)[91].
- Силларт, Юри (68) — эстонский оператор, режиссёр. продюсер и педагог[92].

### 11 сентября
- Баккеруд, Кристиан (26) — датский автогонщик, автомобильная авария[93].
- Габбинс, Ральф (79) — английский футболист, игрок клубов Футбольной лиги Англии (1952—1964)[94].
- Гарсиа Орус, Франсиско (80) — испанский шахматист[95].
- Жакупов, Ануар Камзинович (82) — советский государственный и партийный деятель, министр автомобильного транспорта Казахской ССР, председатель Алма-Атинского исполкома, первый секретарь Алма-Атинского горкома и Джамбульского обкома КПСС, депутат Верховного Совета СССР[96]
- Кузьменков, Юрий Александрович (70) — советский, российский актёр театра им. Моссовета и кино, заслуженный артист РСФСР, сердечный приступ[97].
- Люсов, Виктор Алексеевич (72) — советский и российский кардиолог, лауреат Государственной премии РФ.[98]
- Мастерс, Изабель (98) — вечный кандидат на выборах Президента США (1984, 1988, 1992, 2000, 2004)[99].
- Монтанаро, Сабино (89) — парагвайский политик, министр внутренних дел (1963—1989), «кровожадная правая рука» диктатора Альфредо Стресснера[100].
- Неймарк, Юрий Исаакович (90) — советский математик-программист, профессор Нижегородского государственного университета[101].
- Офер, Юли (87) — израильский бизнесмен[102].
- Сова, Вера Леонтьевна (83) — советский агроном и звеньевая, Герой Социалистического Труда[103].
- Сушко, Лука Григорьевич (91) — генерал-майор, Герой Украины (1999).
- Уитфилд, Энди (39) — австралийский актёр и модель валлийского происхождения, исполнитель роли Спартака в американском сериале «Спартак: Кровь и песок»; рак крови[104].
- Чэмберс, Ширли (97) — американская актриса[105].

### 12 сентября
- Блохина, Надежда Андреевна (88) — актриса Омского музыкального театра, заслуженная артистка РСФСР[106].
- Галимов, Александр Саидгереевич (26) — российский хоккеист команды «Локомотив» (Ярославль), тяжело пострадавший в авиакатастрофе под Ярославлем 7 сентября 2011 года[107].
- Мейнер, Уэйд (104) — американский блюграсс музыкант[108].
- Морган, Аллен (86) — американский гребец, чемпион летних Олимпийских игр (1948)[109].
- Петрова, Надежда Казаковна (92) — бурятская оперная певица, народная артистка РСФСР[110].
- Тронько, Пётр Тимофеевич — советский и украинский историк и  общественно-политический деятель. Академик НАНУ. Герой Украины (2000).

Лауреат Государственной премии СССР (1976).

### 13 сентября

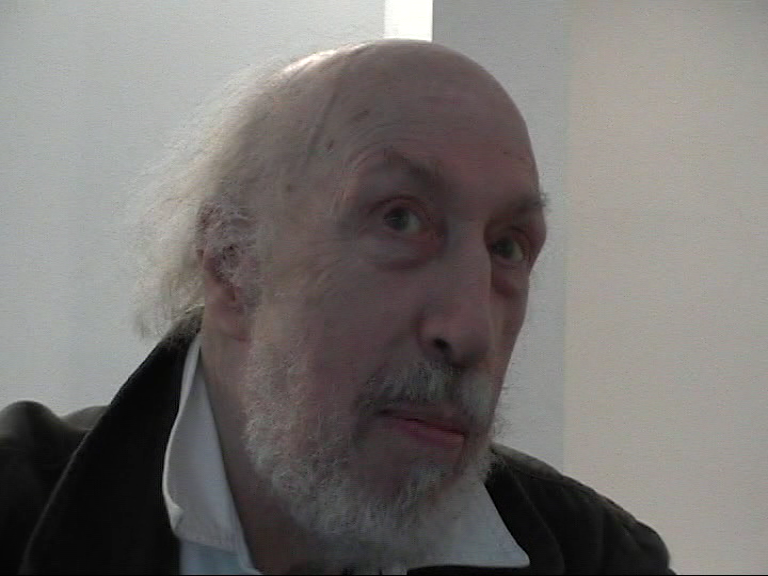
Ричард Гамильтон

- DJ Mehdi (34) — французский диджей и продюсер, несчастный случай[112]
- Бонатти, Вальтер (81) — итальянский альпинист[113].
- Гамильтон, Ричард (89) — британский художник, «отец поп-арта»[114].
- Гарнер, Джек (84) — американский актёр[115].
- Джалл, Дэвид (66) — австралийский политик, министр административных служб (1996—1997)[116].
- Зайцев, Василий Иванович (86) — советский и российский военный и общественный деятель, генерал-лейтенант[117]
- Келли, Джон (американский продюсер) (81) — американский продюсер, номинант на премию «Оскар» за фильм «Остаток дня» (1994). Руководитель студий Warner Bros., Metro-Goldwyn-Mayer и Sony Pictures Entertainment[118].
- Тронько, Пётр Тимофеевич (96) — историк, академик НАН Украины, государственный и общественно-политический деятель, Герой Украины[119].
- Фишер, Арно (84) — немецкий фотограф[120].

### 14 сентября
- Бойко, Владимир Иванович (84) — советский и российский социолог и философ, член-корреспондент АН СССР c 1987, профессор 1980[121].
- Лават, Хорхе (78) — мексиканский актёр («Есения» — главная роль)[122].
- Мёссбауэр, Рудольф Людвиг (82) — немецкий физик, лауреат Нобелевской премии по физике за 1961 год[123].
- Мямлин, Игорь Гаврилович (80) — советский и российский искусствовед[124].
- Обойщиков, Кронид Александрович (91) — советский и российский поэт[125].
- Фицджеральд, Десмонд (74) — ирландский потомственный рыцарь, 29-й и последний рыцарь Глина или Чёрный рыцарь (династия с XIV в.) (отсутствуют потомки мужского пола)[126].
- Фрэнси, Дэвид (87) — шотландский спортивный комментатор[127].
- Цой Дон Вон (53) — южнокорейский бейсболист, чемпион мира (1982)[128].

### 15 сентября
- Анцанс, Ромуалдс (67) — латвийский актёр[129].
- Бэй, Фрэнсис (92) — американская актриса[130].
- Вавра, Отакар (100) — чешский кинорежиссёр, сценарист, драматург и педагог[131].
- Гаврилов, Эдуард Иванович (77) — советский и казахский орнитолог[132].
- Дельгадо, Хосе Мануэль Родригес (96) — испанский физиолог[133].
- Железняк, Григорий Карлович (83) — директор совхоза «Майский» Адамовского района Оренбургской области, Герой Социалистического Труда[134].
- Зеленов, Алексей Викторович (47 или 48) — советский актёр, («Бесконечность»)[135].
- Никодим (Руснак) (90) — Митрополит Харьковский и Богодуховский Русской православной церкви, старейший иерарх РПЦ[136].
- Смендзианка, Регина (86) — польская пианистка[137].
- Шойдоков, Бадма Шойдокович (90) — народный писатель Бурятии[138].
- Эберхардт, Норма (82) — американская актриса[139].
- Эшимканов, Мелис Асаналиевич (47) — кыргызский общественный деятель, журналист, публицист[140].

### 16 сентября
- Антропов, Георгий Петрович (87) — советский и российский инженер, лауреат Сталинской и Государственной премий СССР[141].
- Гэвитт, Дэйв (73) — американский баскетбольный тренер и функционер[142].
- Дададжанов, Мухибулло (58) — глава администрации Центральной избирательной комиссии по выборам и референдумам Таджикистана.[143]
- Даудер, Жорди (73) — испанский актёр[144].
- Држизгалова, Зузана (36) — чешская актриса и общественный деятель[145].
- Кеннеди, Кара (51) — американский телевизионный продюсер[146].
- Леклан, Жан (91) — французский археолог и египтолог, лауреат премии Бальцана (1993) и премии Чино дель Дука[147].
- Ливард, Джимми (74) — американский летчик-профессионал, участник авиашоу, каскадер, актёр, авиакатастрофа[148].
- Мюллер, Стивен (63) — американский художник[149].
- Смит, Уилли (75) — американский музыкант[150].
- Степанова, Светлана Анатольевна (70) — вице-президент, председатель правления НО «Союз экспортеров металлопродукции России»[151].
- Темцин, Яков Рувинович (85) — советский и российский передовик завода металлоизделий, общественный деятель.
- Хоторн, Уильям (98) — британский инженер, профессор. который работал над усовершенствованием реактивного двигателя[152].

### 17 сентября

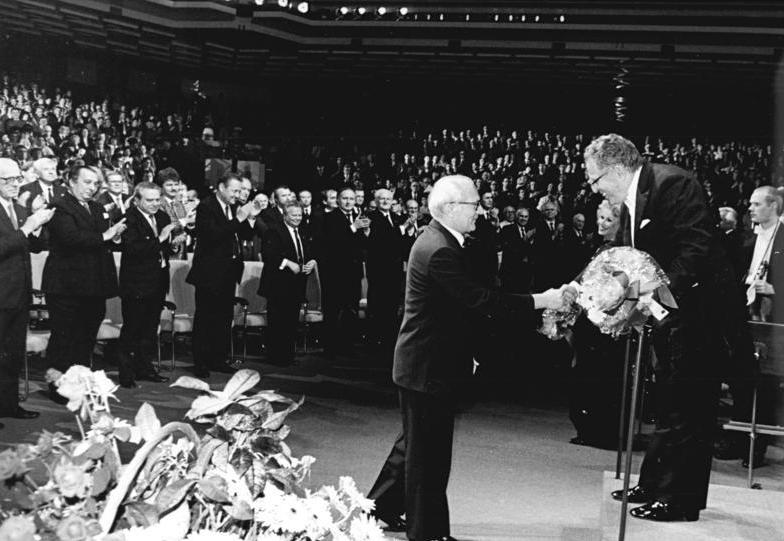
Курт Зандерлинг

- Бейн, Иосиф (77) — израильский русскоязычный поэт, лауреат международных премий[153].
- Вуйцик, Магда Тереса (77) — польская актриса. [www.kino-teatr.ru/kino/acter/w/euro/49574/bio/]
- Зандерлинг, Курт (98) — немецкий дирижёр, главный дирижёр Оркестра Концертхауса (1960—1977)[154].
- Зыгадло, Томаш (63) — польский кинорежиссёр, сценарист, актёр. [www.kino-teatr.ru/kino/acter/euro/176842/bio/]
- Маттеу, Федон (87) — греческий баскетболист, гребец и баскетбольный тренер, бронзовый призёр чемпионата Европы (1949), тренер сборной Греции[155].
- Мондейл, Элинор (51) — американская телеведущая и актриса, дочь вице-президента США Уолтера Мондейла, рак мозга[156].
- Перси, Чарльз (91) — американский политический деятель, сенатор (1967—1985), председатель Комитета по международным делам Сената США (1981—1985)[157].
- Родин, Виктор Семёнович (83) — начальник политического управления РВСН (1985—1991), генерал-полковник в отставке[158].
- Самсонс, Вилис (90) — участник Великой Отечественной войны, командир партизанского отряда, Герой Советского Союза, учёный-историк, академик Латвийской академии наук[159].
- Сойка, Ференц (80) — венгерский футболист, вице-чемпион мира (1954), чемпион летних Олимпийских игр в Хельсинки (1952)[160].
- Тырин, Николай Тимофеевич (60) — российский актёр, заслуженный артист России (1999)[161]
- Хаметова, Хабибамал Бикмухаметовна (121) — старейшая неверифицированная жительница России[162].
- Цыбенко, Елена Захаровна (88) — советский литературовед-славист[163].
- Шанин, Николай Александрович (92) — советский и российский математик, логик[164].
- Яншина, Фидан Тауфиковна (78) — советский и российский геолог, философ, историк геохимии[165].

### 18 сентября
- Адлер, Джек (94) — американский художник обложек комиксов компании DC Comics.
- Басьони, Мухаммад (73) — египетский дипломат, посол Египта в Израиле (1986—2000)[166]
- Бенкин, Владимир Самуилович (82) — врач, альпинист, тренер.
- Гайдар, Мария Лукинична (90) — советская колхозница, Герой Социалистического Труда[167].
- Доценко, Валерий (13) — украинский спортсмен-мотоциклист, чемпион Украины по мотокроссу, бронзовый призёр чемпионата Европы (2009)[168].
- Откидач, Вадим Владимирович (55) — тренер по боксу, председатель тренерского совета Федерации бокса Приморского края, заслуженный тренер России; погиб в результате крушения катера[169].
- Палентини, Марселино (68) — католический прелат, епископ Жужуя[170].
- Потапов, Александр Яковлевич (67) — советский яхтсмен, тренер и судья[171]. Архивная копия от 29 июня 2018 на Wayback Machine
- Семдянова, Галина Георгиевна (64) — белорусский политик и общественный деятель, депутат Верховного Совета Республики Беларусь[172].
- Фелл, Патрик (70 или 71) — ирландский католический священник, обвинявшийся в сотрудничестве с ИРА.
- Финкельштейн, Андрей Михайлович (69) — директор Института прикладной астрономии РАН, член-корреспондент Российской академии наук[173].
- Флемиг, Герхард (91) — немецкий политик, депутат бундестага (1967—1980) и Европейского парламента (1970—1979)[174].
- Чаликова, Галина Владиленовна (52) — основательница и директор благотворительного фонда «Подари жизнь» [175].

### 19 сентября
- Лори Алексия (31) — американская порноактриса; убийство[176]. Архивная копия от 28 декабря 2019 на Wayback Machine
- Бентон, Джордж (78) — американский боксёр и тренер[177].
- Нишнианидзе, Гизо Доментьевич (83) — грузинский писатель[178].
- Прайс, Джордж Кэдл (92) — первый премьер-министр Белиза (1981—1994, 1989—1993), главный борец за независимость страны[179].
- Хоуп, Долорес (102) — американская певица, меценат, вдова актёра Боба Хоупа[180].

### 20 сентября
- Андерсон, Арвид (92) — шведский тяжёлоатлет, чемпион мира (1946), двукратный чемпион Европы (1947, 1949)[181].
- Васильев, Юрий Михайлович (49) — российский футболист и футбольный тренер[182].
- Дриггз, Фрэнк (81) — американский музыкальный продюсер, лауреат премии Грэмми[183].
- Ефимовский, Александр Фёдорович (70) — директор Красноярского государственного художественного музея им. В. И. Сурикова, член Союза художников России, заслуженный деятель искусств[184].
- Мамыкин, Алексей Иванович (75) — советский футболист (нападающий) и футбольный тренер, участник Чемпионата мира 1962 года, Заслуженный тренер России (1970)[185].
- Минкина, Вера Егоровна (93) — актриса Татарского академического театра имени Г. Камала, народная артистка России[186].
- Осипенко, Иван Фёдорович (91) — бригадир колхоза «1 Мая» Котовского района Одесской области, Герой Социалистического труда[187].
- Раббани, Бурхануддин (70) — президент Афганистана (1992—2001), председатель Высшего Совета Мира Афганистана, теракт[188].
- Уитакер, Роберт (71) — британский фотограф[189].
- Ункель, Пер (63) — шведский политик, министр образования (1991—1994), губернатор региона Стокгольм с 2007[190].
- Хэндлин, Оскар (95) — американский историк, лауреат Пулитцеровской премии по истории (1952)[191].
- Швейцер, Лерой (73) — руководитель экстремистской организации Свободные люди Монтаны[192]. Архивировано 1 февраля 2013 года.
- Штенберг, Гэби (88) — шведская актриса[193].

### 21 сентября
- Аллен, Розалинд (54) — американская актриса[194].
- Дэвис, Трой (42) — американец, осуждённый за убийство полицейского в 1991 году, казнён[195].
- Дюбо, Полетт (100) — французская актриса. («Правила игры», «Вива, Мария!», «Последнее метро»)[196]
- Копеков, Дангатар Абдыевич (78) — председатель КГБ Туркменской ССР и Комитета национальной безопасности Туркменистана, министр обороны Туркменистана (1992—1998)[197].
- Миндиашвили, Серго Виссарионович (71) — осетинский и грузинский поэт, прозаик, переводчик[198].
- Шелякин, Михаил Алексеевич (83) — советский и российский лингвист[199].
- Янбеков, Арслан Асгатович (31) — башкирский режиссёр, певец и актёр; самоубийство[200].

### 22 сентября
- Али Хан, Мансур (70) — индийский спортсмен, капитан национальной сборной по крикету (1962—1970), последний наваб Патауди (1952—1971)[201].
- Головкин, Борис Николаевич (77) — советский и российский ботаник, популяризатор науки[202].
- Дагджи, Дженгиз (91) — крымскотатарский прозаик и поэт[203].
- Кеннеди, Юджин (92) — американский биохимик[204].
- Коскимиес, Пиркко (86) — финская детская писательница и иллюстратор[205].
- Кэнн, Джон (60) — гитарист группы Atomic Rooster[206].
- Перейра, Аристидиш (87) — политический и государственный деятель Республики Кабо-Верде и Республики Гвинея-Бисау, первый президент Кабо-Верде (1975—1991)[207]. Архивная копия от 8 сентября 2019 на Wayback Machine
- Сесил, Джонатан (72) — британский актёр[208].
- Стеен, Кнут (86) — норвежский скульптор[209].
- Танский, Владимир Иванович (82) — советский и российский энтомолог[210].
- Уильямс, Веста (53) — американская певица и актриса[211].

### 23 сентября
- Вуд, Карл (82) — австралийский гинеколог, работы по экстрокорпоральному оплодотворению, болезнь Альцгеймера[212].
- Полохало, Владимир Иванович (62) — украинский политолог, народный депутат Украины от Блока Юлии Тимошенко[213].

### 24 сентября
- Леонавичюте-Браткаускене, Ирена (80) — литовская и советская актриса театра и кино[214].
- Лернер, Константин Зайвелевич (61) — украинский шахматист, гроссмейстер (1986)[215].
- Литвинов, Эммануэль (96) — английский писатель и борец за права советских евреев[216].
- Спенс, Гасти (78) — британский ольстерский лоялист. Лидер Ольстерских добровольческих сил (1965—1978)[217].
- Шамурзаев, Шамиль Алиевич (79) — чеченский художник, заслуженный художник Российской Федерации[218].

### 25 сентября
- Авана, Зеяб (21) — футболист сборной ОАЭ, получивший известность после точного удара пяткой с пенальти, автокатастрофа[219].
- Андрюшин, Платон Яковлевич — советский и российский актёр театра и кино («Холодно — горячо»)[220].
- Галлетто, Диониджи (71) — итальянский математик и механик[221].
- Зиндер, Яков Давидович (87) — международный шахматный арбитр, вице-президент федерации шахмат СЗФО, член Наблюдательного Совета[222].
- Котельская, Татьяна Николаевна (65) — советский и российский диктор-сурдопереводчик[223].
- Лёвингер, Сисси (70) — австрийская актриса[224].
- Маатаи, Вангари (71) — кенийский общественный деятель, лауреат Нобелевской премии мира за 2004 год; рак[225].
- Серикбаев (Серикбай), Ержан (50) — казахстанский певец и композитор; ДТП[226].
- Шейнфельд, Михаил Борисович (89) — советский и российский историк[227].

### 26 сентября
- Блинк, Роберт (76) — словенский физик, который одним из первых использовал ядерный магнитный резонанс для исследования фазового перехода и жидких кристаллов[228].
- Богданас, Константинас (85) — советский и литовский скульптор, искусствовед[229].
- Гудман, Дэвид Зелаг (81) — американский драматург и сценарист, («Соломенные псы»), номинант на кинопремию «Оскар»[230].
- Заец, Александр Семёнович (82) — украинский хозяйственный деятель, депутат Верховной рады Украины[231].
- Коган, Михаил Наумович (85) — советский и российский физик.
- Муски, Гарри (70) — нидерландский блюзовый музыкант[232].
- Равдис, Геннадий Вениаминович (67) — советский дзюдоист и самбист, заслуженный тренер России, генерал-майор[233].
- Римкович, Владимир Павлович (73) — советский моряк-подводник, капитан 2 ранга, автор 18 книг по истории и развитию подводных лодок ВМФ[234].
- Хаскельберг, Борис Лазаревич (93) — российский ученый в области гражданского права[235].
- Хэйнс, Джерри (84) — американский актёр[236].

### 27 сентября
- Быховская, Мариам Александровна (86) — советская художница, дочь Александра Быховского[237].
- Ведерсо, Эрик (73) — датский актёр[238].
- Грэйтбатч, Уилсон (92) — американский изобретатель, создатель первого вживляемого электрокардиостимулятора[239].
- Дрис, Марсель (83) — бельгийский футболист, участник чемпионата мира (1954)[240]
- Дуглас, Сара (54) — австралийская писательница-фантаст; рак[241].
- Крофт, Дэвид (89) — британский режиссёр, сценарист и продюсер[242].
- Маковец, Имре (75) — венгерский архитектор, представитель органической архитектуры[243].
- Некрасов, Александр Семёнович (81 или 82) — советский и российский экономист[244].
- Нефёдов, Валерий Нефёдович (57) — председатель Совета народных депутатов Новокузнецка с 2003 г.[245]
- Переда, Хесус (73) — испанский футболист, игрок сборной Испании, чемпион Европы (1964)[246].
- Сикорский, Михаил Иванович (87) — генеральный директор Национального историко-этнографического заповедника «Переяслав», Киевская область, Герой Украины (2005)[247].
- Финк, Ида (89) — израильская польскоязычная писательница[248].
- Хорозов, Анатолий Николаевич (86) — украинский спортивный деятель, руководитель Федерации хоккея Украины (1965—1997)[249].

### 28 сентября
- Агуэро Роча, Фернандо Бернабе (91) — никарагуанский политик, член национальной правительственной хунты Никарагуа (1972—1973)[250].
- Беспалов, Виктор Иванович (85) — советский и российский физик.
- Бочков, Николай Павлович (79) — советский и российский медицинский генетик, академик АМН СССР и РАМН, лауреат Государственных премий СССР и России[251].
- Измайлов, Чингиз Абильфазович (67) — советский и российский психофизиолог.
- Качаловский, Евгений Викторович (85) — советский государственный и партийный деятель, первый заместитель председателя Совета Министров Украинской ССР (1983—1990), депутат Верховного Совета СССР[252].
- Кирк, Клод (85) — американский политический деятель, губернатор Флориды (1967—1971)[253].
- Коллинсон, Патрик (82) — британский историк, специалист по пуританскому движению[254].
- Крикорьянц, Оганес Павлович (81) — заслуженный тренер России по фехтованию[255].
- Хайди (опоссум) (3) — виргинский опоссум[256].

### 29 сентября

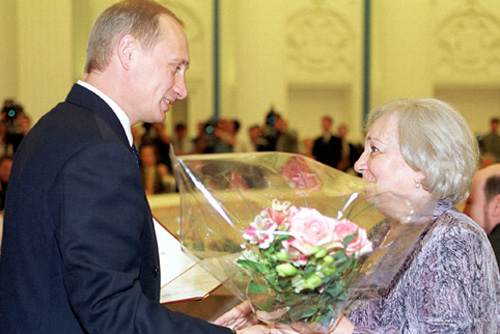
Татьяна Лиознова

- Бурлаков, Андрей Анатольевич (48) — российский бизнесмен, бывший вице-президент Финансовой лизинговой компании, владелец немецких верфей; убийство[257].
- Васильчук, Николай Сергеевич (64) — заведующий отделом селекции и семеноводства яровой пшеницы НИИ сельского хозяйства Юго-Востока, член-корреспондент РАСХН[258].
- Дансеро, Пьер (99) — канадский эколог, считающийся одним из «отцов экологии», выдвинувший «закон дифференциальной эволюции»[259][260].
- Лиознова, Татьяна Михайловна (87) — советский кинорежиссёр, народная артистка СССР, лауреат Государственной премии РСФСР[261]
- Попкова, Вера Ивановна (68) — советская легкоатлетка, бронзовый призёр Олимпиады 1968 года в Мехико[262].
- Робинсон, Сильвиа (75) — американская певица, музыкальный продюсер, основатель и глава звукозаписывающей компании «Sugar Hill Records»[263].
- Хаассе, Хелла (93) — нидерландская писательница[264].
- Ханнан, Филипп (98) — архиепископ Нового Орлеана (1965—1988), лауреат католической премии мира (Pacem in Terris Award) (1996)[265].

### 30 сентября
- Анвар аль-Авлаки (40)— международный «террорист № 1» с осени 2010 г., убит[266].
- Завьялов, Алексей Борисович (36) — российский актёр театра им. Е.Вахтангова и киноактер[267].
- Кеннеди, Роджер (85) — директор Службы национальных парков США (1993—1997)[268].
- Кучмазоков, Сафраил (63) — заместитель главы администрации президента Кабардино-Балкарии, бывший министр Кабардино-Балкарской республики[269].
- Макгинли, Джиа (39) — американская актриса и художница; послеродовые осложнения[270].
- Олсон, Клиффорд (71) — канадский серийный убийца[271].
- Русанов, Виктор Владимирович (91) — советский и российский учёный в области прикладной математики.
- Стейнман, Ральф (68) — канадско-американский иммунолог, лауреат Нобелевской премия по физиологии или медицине (2011)[272]
- Форкаш, Михаил Михайлович (63) — советский футболист, вратарь.
- Хенайн, Гаспар (84) — мексиканский актёр[273].
- Черезов, Сергей (41) — российский альпинист, мастер спорта международного класса по альпинизму; погиб под снежной лавиной[274].